# Rejon czerkaski
Rejon czerkaski (ukr. Черкаський район) – rejon na Ukrainie, w obwodzie czerkaskim, z siedzibą w Czerkasach. Jego powierzchnia wynosi 6870,8 km², zaś liczba ludności wynosi 583,6 tys. osób.
Na terenie rejonu znajduje się 26 hromad:
- 7 miejskich:
  - Horodyszcze(inne języki)
  - Kamjanka(inne języki)
  - Kaniów(inne języki)
  - Korsuń Szewczenkowski(inne języki)
  - Smiła(inne języki)
  - Czerkasy(inne języki)
  - Czehryń(inne języki)
- 19 wiejskich:
  - Bałakłeja(inne języki)
  - Berezniaky(inne języki)
  - Biłozirja(inne języki)
  - Bobryćja(inne języki)
  - Budiszcze(inne języki)
  - Łeśky(inne języki)
  - Liplawe(inne języki)
  - Medwedówka(inne języki)
  - Michajłówka(inne języki)
  - Mlijiw(inne języki)
  - Moszny(inne języki)
  - Nabutiw(inne języki)
  - Rotmistriwka(inne języki)
  - Ruśka Polana(inne języki)
  - Sahuniwka(inne języki)
  - Stepanci(inne języki)
  - Stepanky(inne języki)
  - Terniwka(inne języki)
  - Czerwona Słoboda(inne języki)

Rejon został utworzony 19 lipca 2020 roku decyzją Rady Najwyższej z 17 lipca 2020 roku o przeprowadzeniu reformy administracyjno-terytorialnej Ukrainy. W jego skład weszły dotychczasowe rejony:
- czerkaski (1965–2020)
- horodyszczeński
- kamjanski
- czehryński
- kaniowski
- smiłański
- korsuński
- Czerkasy (dotychczas miasto wydzielone)